# مارك سميث (لاعب كريكت)
مارك سميث (4 ديسمبر 1975 في زيمبابوي - )  (بالإنجليزية: Mark Smith)‏ هو لاعب كريكت زيمبابوي. لعب مع Matabeleland cricket team ‏.

## وصلات خارجية
- مارك سميث على موقع إي آس بي آن كريك إنفو (الإنجليزية)